# Raam (film)
Raam è un film del 2009, diretto da K. Madesh. Si tratta del remake del film telugu Ready.

## Colonna sonora
1. Tippu, Megha – Le Le Ammane
2. Sonu Nigam, Priya Himesh – Neenendare
3. Udit Narayan, Sowmya Raoh – Nanna Tutiyalli
4. Puneeth Rajkumar, Suri Suresh – Hosa Gaana Bajana
5. MLR Karthikeyan – Ready Ready